# Z (schaal)
Schaal Z in een modelspoormaat die onder andere door Märklin wordt gebruikt. Het is, met een spoorwijdte van 6,5 mm (schaal 1:220), een van de kleinste modelspoormaten.
Naast het Europese Märklin zijn er ook fabrikanten in de Verenigde Staten en Japan actief met het vervaardigen van Z-schaal. De bekendste daarvan zijn Micro-Trains, AZL en Rokuhan.

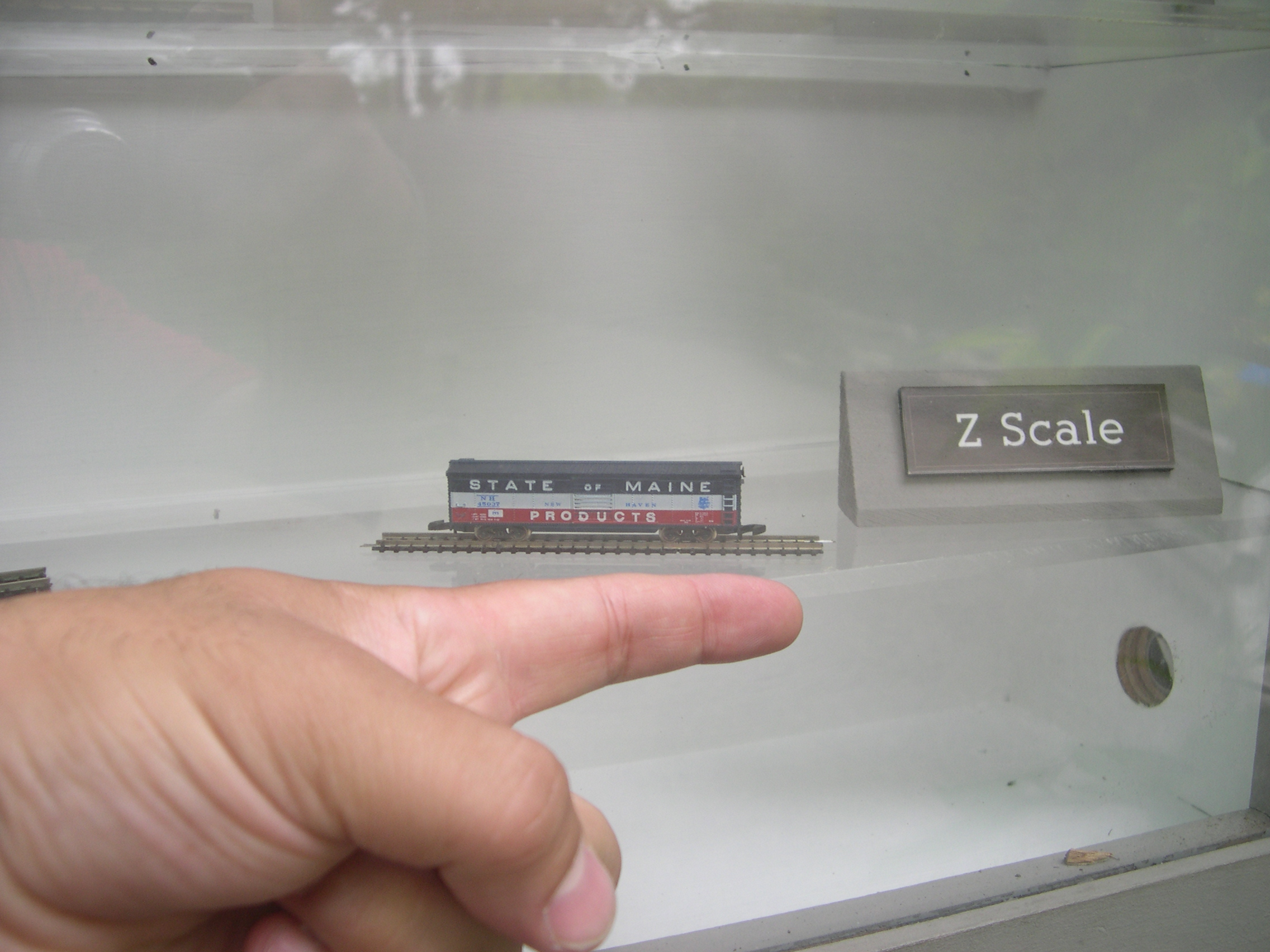
Een model op schaal Z vergeleken met een vinger.

## Kleinere maten
- Zm is dezelfde schaal, alleen dan smalspoor: 4,5 mm spoorwijdte
- ZZ (schaal 1:300), met een spoorwijdte van 4,8 mm
- T of HZ (schaal 1:450), met een spoorwijdte van 3 mm